# La Poly Normande 2012
La Poly Normande 2012, trentaduesima edizione della corsa e valida come evento dell'UCI Europe Tour 2012 categoria 1.1, si svolse il 29 luglio 2012 su un percorso totale di 157 km. Fu vinta dal francese Tony Hurel che terminò la gara in 3h39'29", alla media di 42,91 km/h.
Al traguardo 87 ciclisti portarono a termine il percorso.

## Ordine d'arrivo (Top 10)
| Pos. | Corridore           | Squadra         | Tempo    |
| ---- | ------------------- | --------------- | -------- |
| 1    | Tony Hurel          | Europcar        | 3h39'29" |
| 2    | Samuel Dumoulin     | Cofidis         | s.t.     |
| 3    | Davy Commeyne       | Landbouwkrediet | s.t.     |
| 4    | Sébastien Turgot    | Europcar        | s.t.     |
| 5    | Sven Vandousselaere | Topsport Vl.    | s.t.     |
| 6    | Mickaël Delage      | FDJ-BigMat      | s.t.     |
| 7    | Benoît Jarrier      | Véranda Rideau  | s.t.     |
| 8    | Boris Zimine        | Roubaix         | s.t.     |
| 9    | Pieter Jacobs       | Topsport Vla.   | s.t.     |
| 10   | Cyrille Patoux      | Francia         | s.t.     |